# 市野育代
市野 育代（いちの いくよ、1984年10月10日 - ）は鹿児島県出身の女子バスケットボール選手である。富士通レッドウェーブ所属。ポジションはセンター。

## 人物
福岡中村学園女子高校では主将として全国高等学校バスケットボール選手権大会（インターハイ）と全国高等学校バスケットボール選抜優勝大会（ウインターカップ）での準優勝に導く。
日本体育大学では、1年と4年で全日本学生バスケットボール選手権大会（インカレ）優勝を経験する。1年時にはユニバーシアードも経験。
2007年、富士通に入社。
2010年退団。

## 経歴
- 中村学園女子高校 - 日本体育大学 - 富士通（2007年〜2010年）

## 日本代表歴
- 2002年アジアジュニア選手権
- 2003年ユニバーシアード